# Liste der Kulturgüter in Beinwil SO
Die Liste der Kulturgüter in Beinwil SO enthält alle Objekte in der Gemeinde Beinwil im Kanton Solothurn, die gemäss der Haager Konvention zum Schutz von Kulturgut bei bewaffneten Konflikten, dem Bundesgesetz vom 20. Juni 2014 über den Schutz der Kulturgüter bei bewaffneten Konflikten sowie der Verordnung vom 29. Oktober 2014 über den Schutz der Kulturgüter bei bewaffneten Konflikten unter Schutz stehen.
Objekte der Kategorien A und B sind vollständig in der Liste enthalten, Objekte der Kategorie C fehlen zurzeit (Stand: 1. Januar 2023).

## Kulturgüter
| Foto |                                                                         | Objekt                                        | Kat. | Typ | Standort                                     | Beschreibung |
| ---- | ----------------------------------------------------------------------- | --------------------------------------------- | ---- | --- | -------------------------------------------- | ------------ |
| ja   | Datei hochladen · Wikidata zu Kloster Beinwil (Q1775001)                | Ehemaliges Benediktinerkloster KGS-Nr.: 04506 | A    | G   | Kloster 108–116 611216 / 245708              |              |
| ja   | Datei hochladen · Wikidata zu St. Johanneskapelle (Q29880548)           | St. Johanneskapelle KGS-Nr.: 13576            | B    | G   | Friedhof 611263 / 245799                     |              |
| BW   | Datei hochladen · Wikidata zu Weidenscheune beim Joggenhaus (Q29880556) | Joggenhaus mit Weidenscheune KGS-Nr.: 13937   | B    | G   | Joggehus, Passwangstrasse 97 610411 / 245617 |              |
| ja   | Datei hochladen · Wikidata zu Hammerschmiede (Q29880547)                | Hammerschmiede KGS-Nr.: 13938                 | B    | G   | Joggehus, Hammerschmiede 98 610388 / 245575  |              |